# Loi de Brugmann
Pour les articles homonymes, voir Brugmann.
La loi de Brugmann, publiée dans un ouvrage de Karl Brugmann, Grundriss der vergleichenden Grammatik der indogermanischen Sprachen (1876), consigne l'évolution phonétique de la voyelle proto-indo-européen (PIE) *o dans le groupe indo-iranien selon le schéma suivant :
- PIE *o apophonique (non-alternant) > [a] long en syllabe ouverte - [a] bref en syllabe fermée.
- Indo-européen *o > aː / (#_ | _#)
- Indo-européen *o > a / *_*

Par exemple, PIE *gónu  > grec : γόνυ (gonu) ; sanskrit : जानु (jānu).
- Amendement d'Edmund Kleinhans - 1900 (contesté) : la loi de Brugmann n'est valable que pour *o devant [r], [l], [m] et [n].
- Amendement de Jerzy Kuryłowicz - 1927 : la loi de Brugmann doit s'appliquer avant la chute des laryngales anté-vocaliques.
- Amendement de Winfred P. Lehmann (en) - 1952 : la loi de Brugmann n'est valable que pour *o devant [r], [l], [m], [n], [w] et [y].